# Two Tribes
"Two Tribes" är den andra singelskivan från den brittiska gruppen Frankie Goes to Hollywood. Singeln släpptes den 4 juni 1984 och återfinns på albumet Welcome to the Pleasuredome (utgivet den 29 oktober 1984).
Låten är skriven av Peter Gill, Holly Johnson och Mark O'Toole. Den producerades av Trevor Horn.
Two Tribes blev en stor framgång för gruppen och gick direkt in på den engelska singellistans förstaplats där den stannade nio veckor i rad. Samtidigt klättrade gruppens första singelsläpp "Relax" ånyo uppför listan och lade sig på andraplatsen. Two Tribes nådde även singellistans förstaplats i Tyskland, Grekland, Belgien, Holland, Irland och Nya Zeeland. I Sverige nådde Two Tribes en nionde plats på singellistan.

## Låtförteckning
1. "Two Tribes (Cowboys And Indians)" (3:57)
2. "One February Friday (Doctors And Nurses)" (4:55)

## Låtens ursprung och kontext
Låttiteln har sitt ursprung i repliken "when two great warrior tribes go to war" från filmen Mad Max 2: The Road Warrior från 1981. Denna replik framförs även av sångaren Holly Johnson i en tidig version av låten. På den släppta singeln har repliken modifierats till "when two tribes go to war".
Singeln släpptes under kalla kriget, då det rådde en allmän rädsla för ett globalt kärnvapenkrig. Bandets sångare hävdade i en radiointervju 1984 att "two tribes" kunde syfta på vilka krigsherrar som helst och att det inte fanns några särskilda konnotationer. Låten innehåller dock textraden "On the air American/I modelled shirts by Van Heusen" som anses vara en tämligen tydlig hänsyftning till USA:s dåvarande president Ronald Reagan. Ronald Reagan hade 1953 gjort reklam för skjortfabrikanten Phillips Van Heusen.

## Musikvideo
Musikvideon, som regisserades av duon Godley & Creme, framställer en wrestlingmatch mellan den amerikanske presidenten Ronald Reagan och den kortlivade sovjetiske ledaren Konstantin Tjernenko. Representanter från ett flertal av världens nationer hetsar de kämpande supermaktsledarna. Situationen eskalerar successivt till global förintelse.